# Seseli bosnense
Seseli bosnense är en flockblommig växtart som beskrevs av K.Maly$a. Seseli bosnense ingår i släktet säfferötter, och familjen flockblommiga växter. Inga underarter finns listade i Catalogue of Life.